# Аркона (город)
Аркона (Яромарсбург) — город и религиозный центр балтийского славянского племени руян.

## Источники

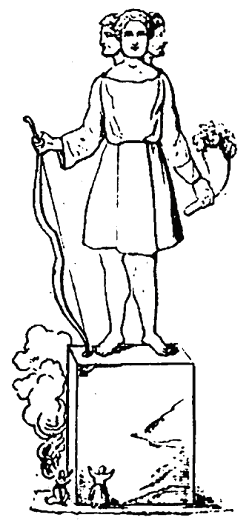
Статуя верховного бога полабских славян Святовита в храме Арконы, по описанию Саксона Грамматика, 1834

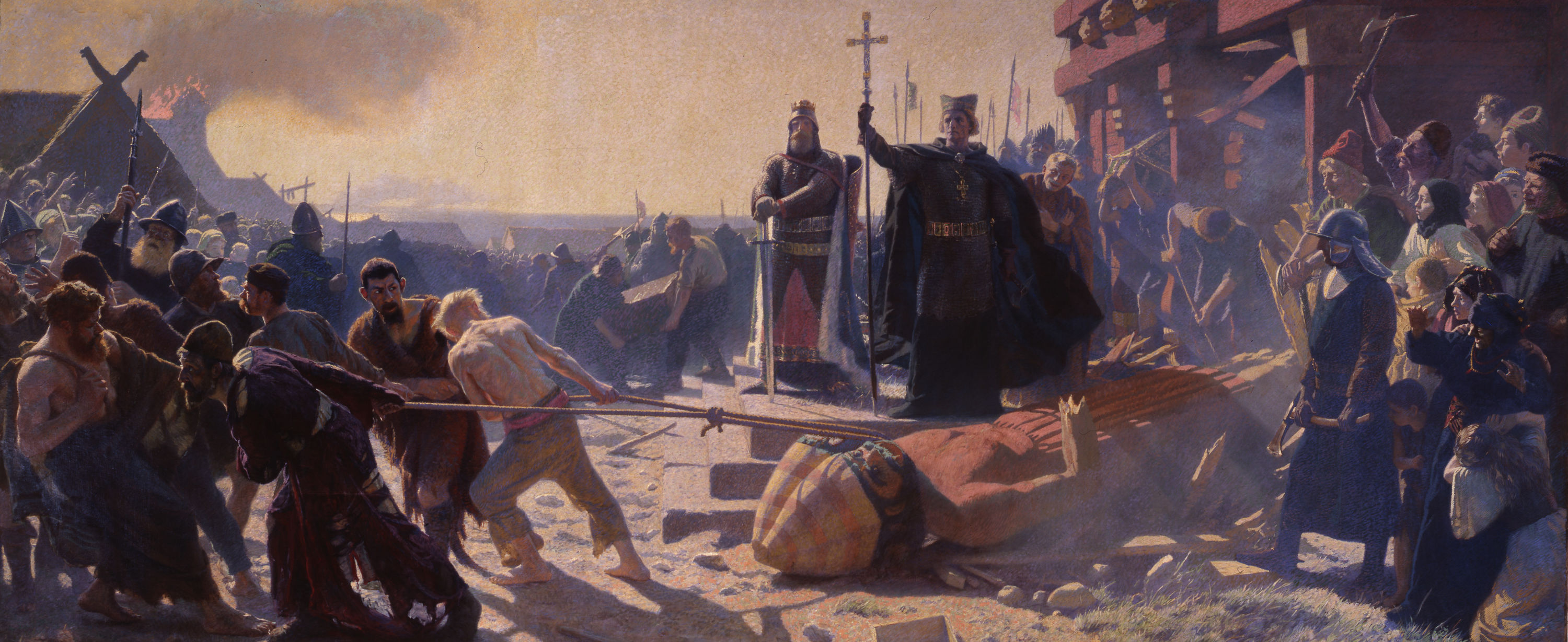
Взятие Арконы в 1169 году. Король Вальдемар и епископ Абсалон свергают идола бога Святовита. Лауриц Туксен, конец XIX века

## В культуре

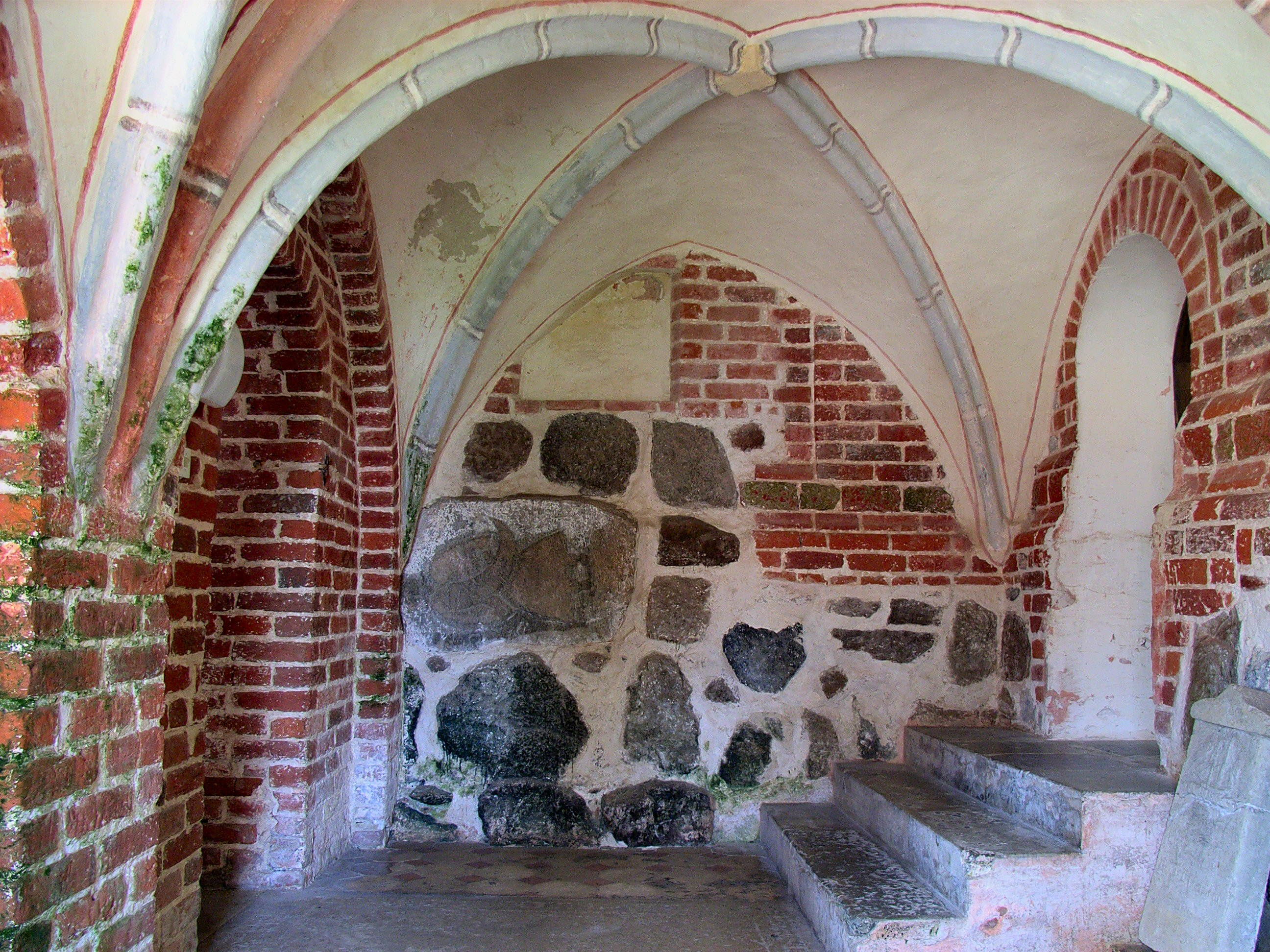
Камень Свантевита (Святовита) в Альтенкирхене

Аркона упоминается в балладе А. К. Толстого «Боривой» (1870) как место сражения легендарного славянского князя Боривоя с немцами (1147).
Но, смеясь, с кормы высокой
Молвит Кнут: «Нам нет препоны:
Боривой теперь далеко
Бьётся с немцем у Арконы!»
…
Я вернулся из Арконы,
Где поля от крови рдеют,
Но немецкие знамёна
Под стенами уж не веют.
Аркона дала имя нескольким метал-группам — российской паган-метал «Аркона», российской же блэк-метал «Аркона», позже переименованной в «Варяг», польской блэк-метал «Arkona» и чешской хэви-метал «Arkona».